# Kunstjahr 1860
Liste der Kunstjahre

1856 | 1857 | 1858 | 1859 | Kunstjahr 1860 | 1861 | 1862 | 1863 | 1864 | ► | ►►

Weitere Ereignisse
Dieser Artikel behandelt das Kunstjahr 1860.

## Ereignisse

### Architektur
Die Hauptsynagoge in der Judengasse in Frankfurt am Main wird am 23. März eingeweiht. Sie ist nach den Vorgängerbauten von 1462 und 1711 die dritte Synagoge an dieser Stelle. Der von Johann Georg Kayser errichtete repräsentative Neubau aus rotem Mainsandstein entspricht dem historisierenden Geist jener Zeit. Er greift gotische, maurische und byzantinische Stilelemente auf.

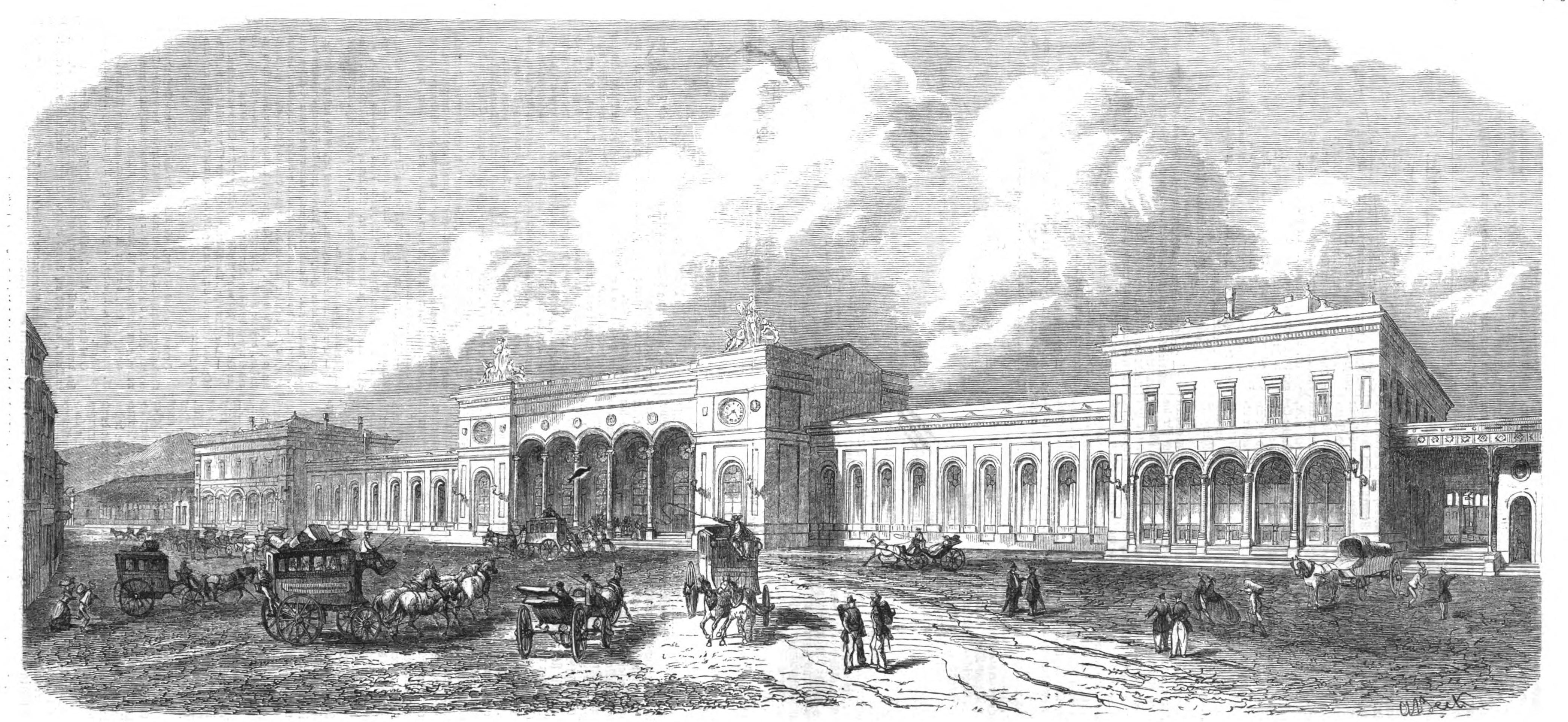
Centralbahnhof 1861 (Zeichnung von August Beck)

Der „Basler Centralbahnhof“, gemeinsamer Bahnhof der Centralbahn und der Französischen Ost-Bahn, wird am 4. Juni in Betrieb genommen. Die Architektur des Bauwerks findet in ganz Europa Beachtung. 

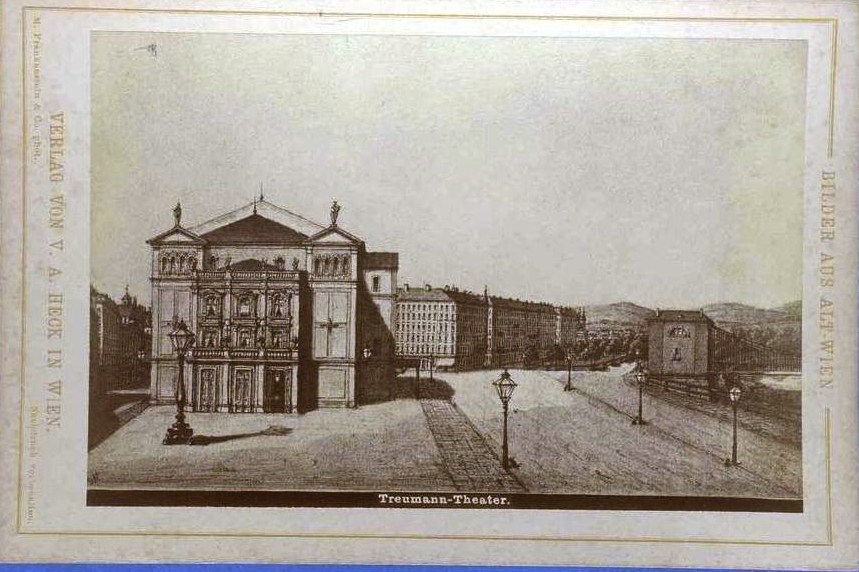
Das Treumann-Theater fotografiert von Michael Frankenstein

Am 1. November wird das von dem Operntenor Karl Treumann nach Plänen des Architekten Ferdinand Fellner erbaute Theater am Franz-Josefs-Kai in Wien eröffnet. Der Baugrund am Morzinplatz ist durch die Schleifung der Wiener Stadtmauern im Jahre 1858 entstanden. Das Treumann-Theater spielt eine wichtige Rolle bei der Etablierung der Wiener Operette.
Am 12. November wird in Wien der Dianabad-Saal, das in der Wintersaison als Konzert- und Ballsaal genutzte Dianabad, eröffnet.

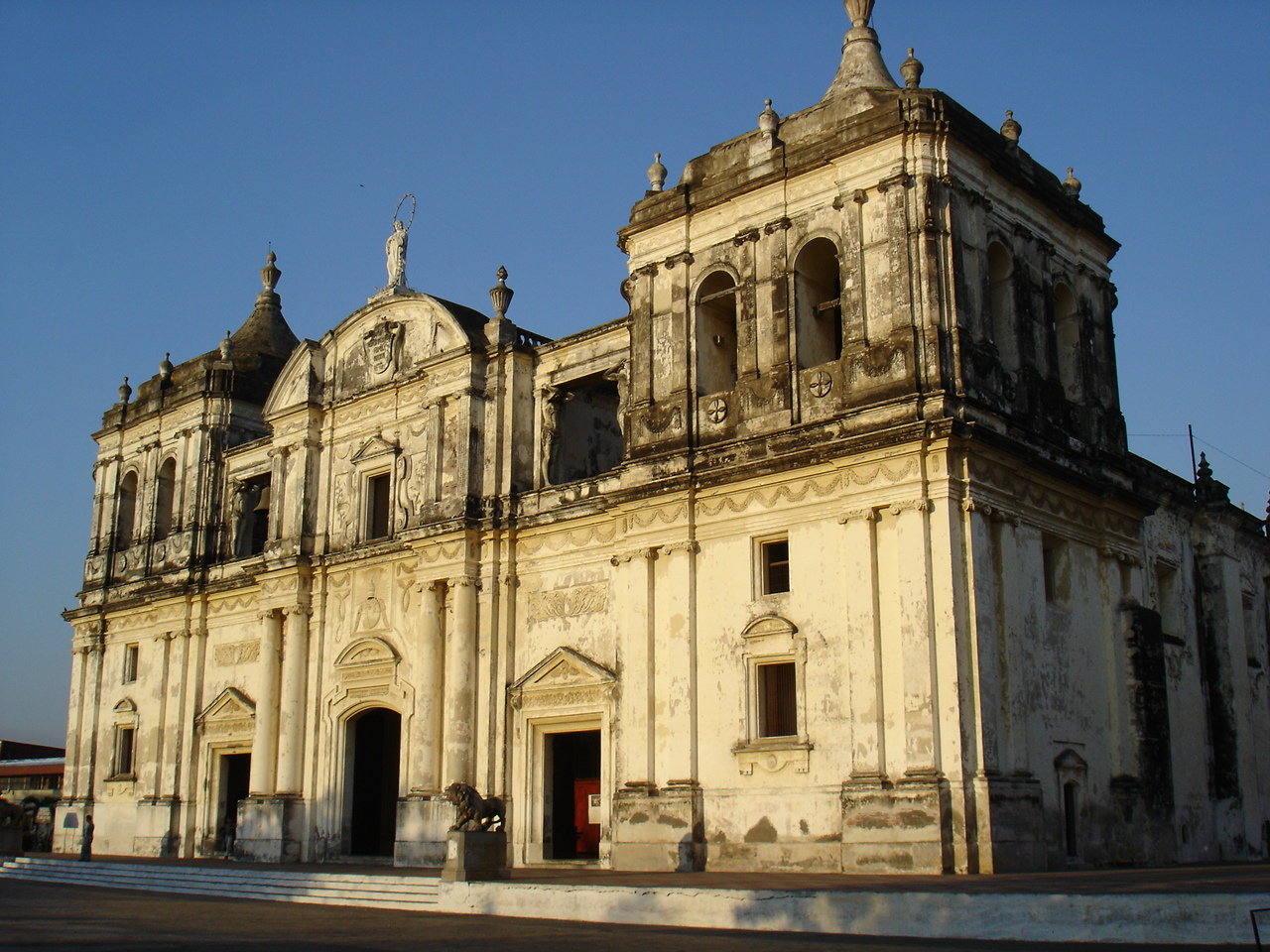
Kathedrale von León

Nach über hundertjähriger Bauzeit wird die unter Bischof Isidro Marín y Figueroa 1747 begonnene sechste Kathedrale von León in Nicaragua fertiggestellt.
Der junge und weitgehend unbekannte Architekt Charles Garnier gewinnt überraschend den Architekturwettbewerb für den Bau der neuen Pariser Oper. Der 15 Jahre dauernde Bau an der Opéra Garnier wird sein Lebenswerk.
Victor Baltard beginnt mit dem Bau der Kirche St-Augustin in Paris, der ersten Kirche mit einer Eisenkonstruktion. Der Bau dauert bis 1871.

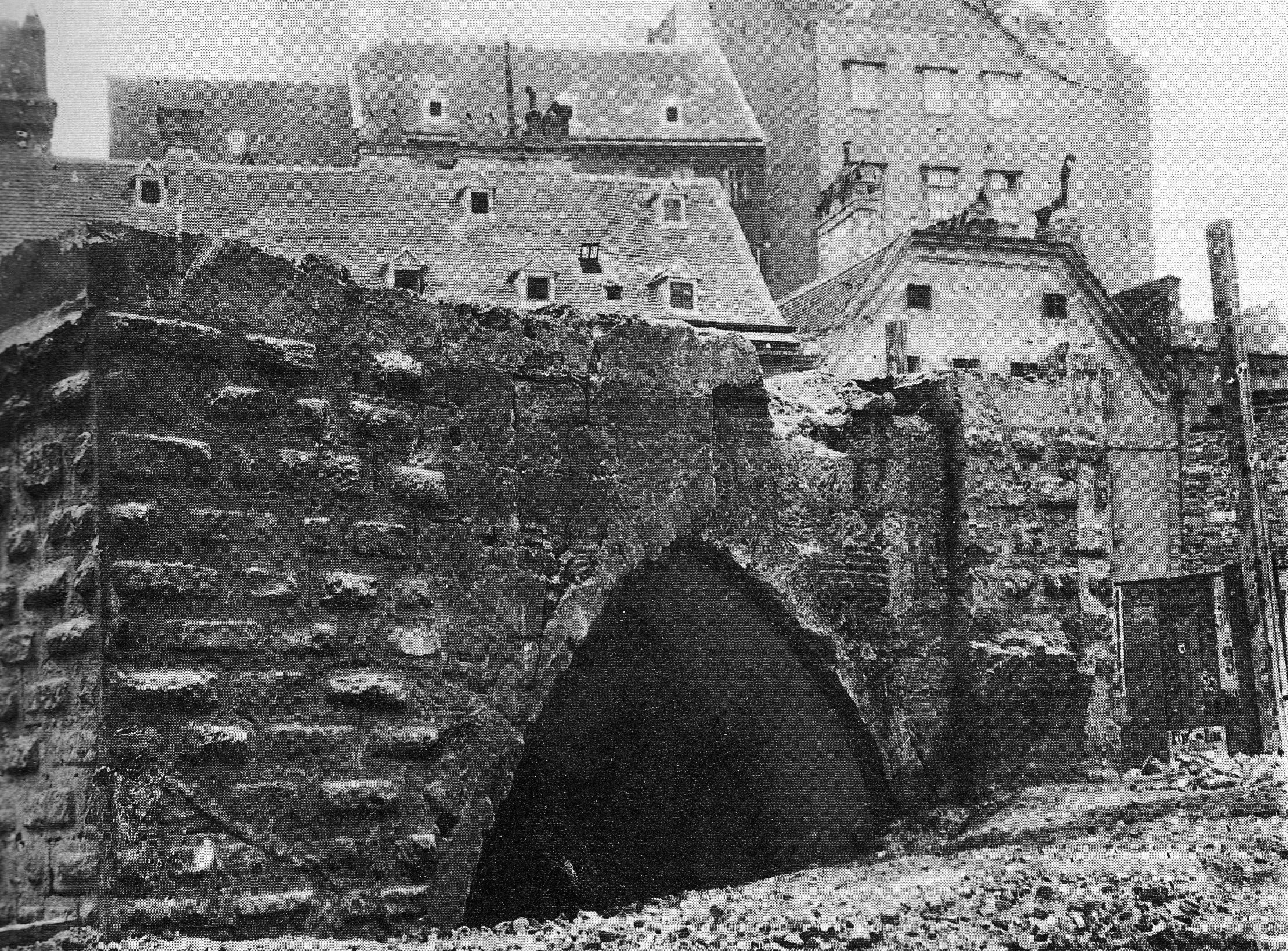
Das Werdertor aus dem 14. Jh., Teil der Wiener Stadtmauern, bei seiner Schleifung 1860

In Wien wird noch vor dem Abschluss der Abrissarbeiten der Wiener Stadtmauern bach rund zweijähriger Planung mit dem Bau am Prachtboulevard der Wiener Ringstraße begonnen.

### Bildhauerei

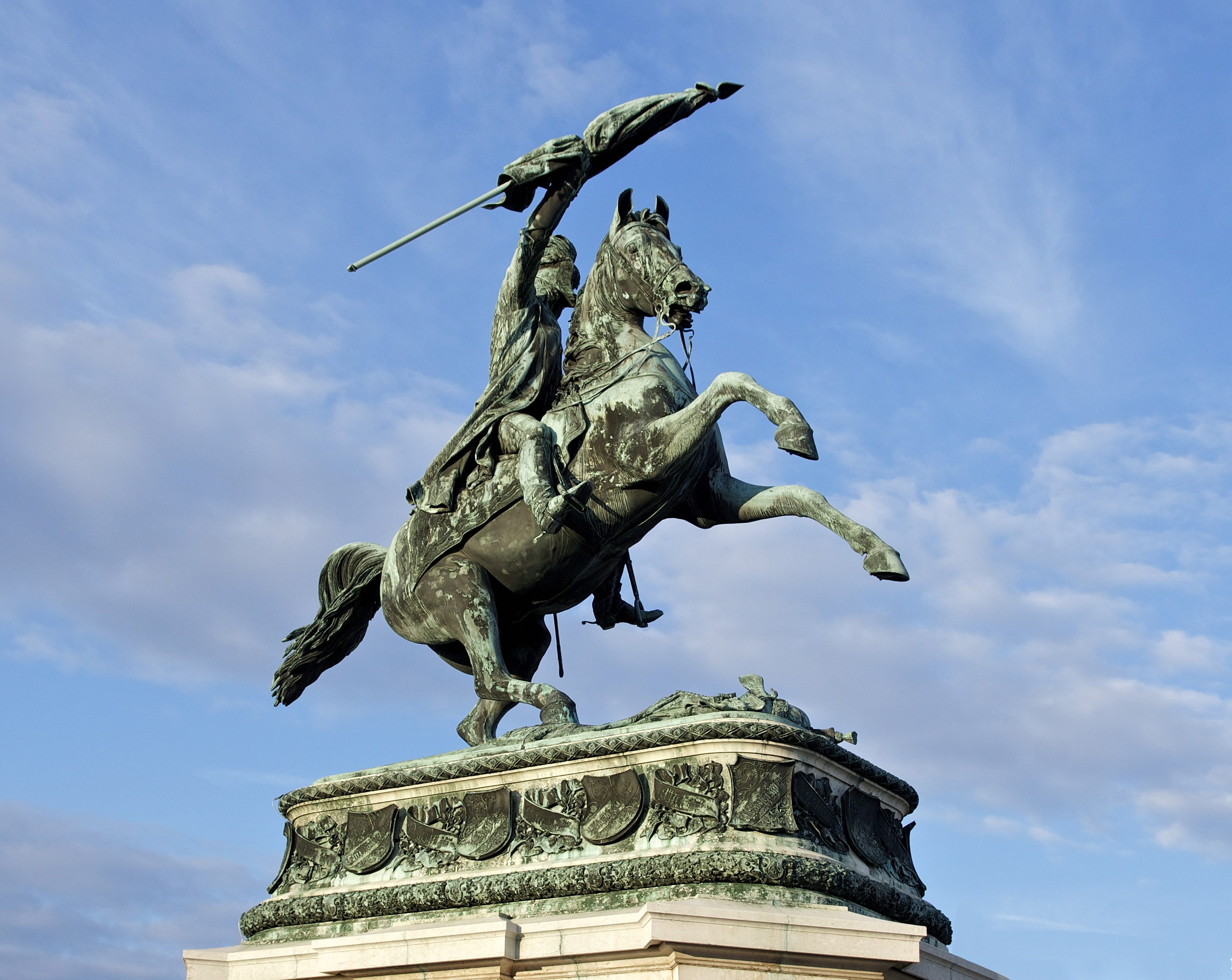
Das Denkmal Erzherzog Karls

Das von Anton Dominik Fernkorn mit den Aufbauten von Eduard van der Nüll errichtete Reiterstandbild des Erzherzogs Karl von Österreich auf dem in Wien geplanten Kaiserforum wird enthüllt. Der Platz, auf dem sich das Denkmal befindet, wird später Heldenplatz benannt. Das Denkmal ist insofern bemerkenswert, als das Pferd im Aufspringen dargestellt ist, so dass nur die beiden Hinterbeine den Sockel berühren. Inspiriert ist das Denkmal vom bekannten Schlachtenbild Erzherzog Karl in der Schlacht bei Aspern von Johann Peter Krafft.

### Druck
Im Verlag von Georg Wigand in Leipzig erscheint im Dezember als Prachtausgabe auf Chinapapier die seit 1852 in mehreren Lieferungen herausgegebene Bibel in Bildern, eine Darstellung des Alten und Neuen Testaments, die weitgehend unter Verzicht auf den Bibeltext allein durch 240 Holzstiche des Künstlers Julius Schnorr von Carolsfeld die wichtigsten Szenen aus dem heiligen Buch der Christen zu vermitteln sucht. Sie entwickelt sich zur erfolgreichsten Volks- und Kinderbibel bis weit in das 20. Jahrhundert hinein.

### Malerei

#### Frankreich

Manet: Der spanische Sänger

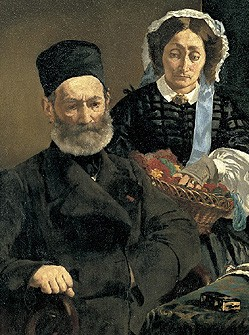
Manet: Portrait der Eltern

Der französische Maler Édouard Manet, der im Alter von 28 Jahren gerade sein Elternhaus verlassen und zusammen mit der zwei Jahre älteren niederländischen Pianistin Suzanne Leenhoff und ihrem Sohn Léon eine erste eigene Wohnung im Stadtteil Batignolles bezogen hat, malt mit Öl auf Leinwand die beiden Bilder Portrait der Eltern und Der spanische Sänger, die er beide im nächsten Jahr beim Salon de Paris einreicht und von diesem ausgestellt werden.

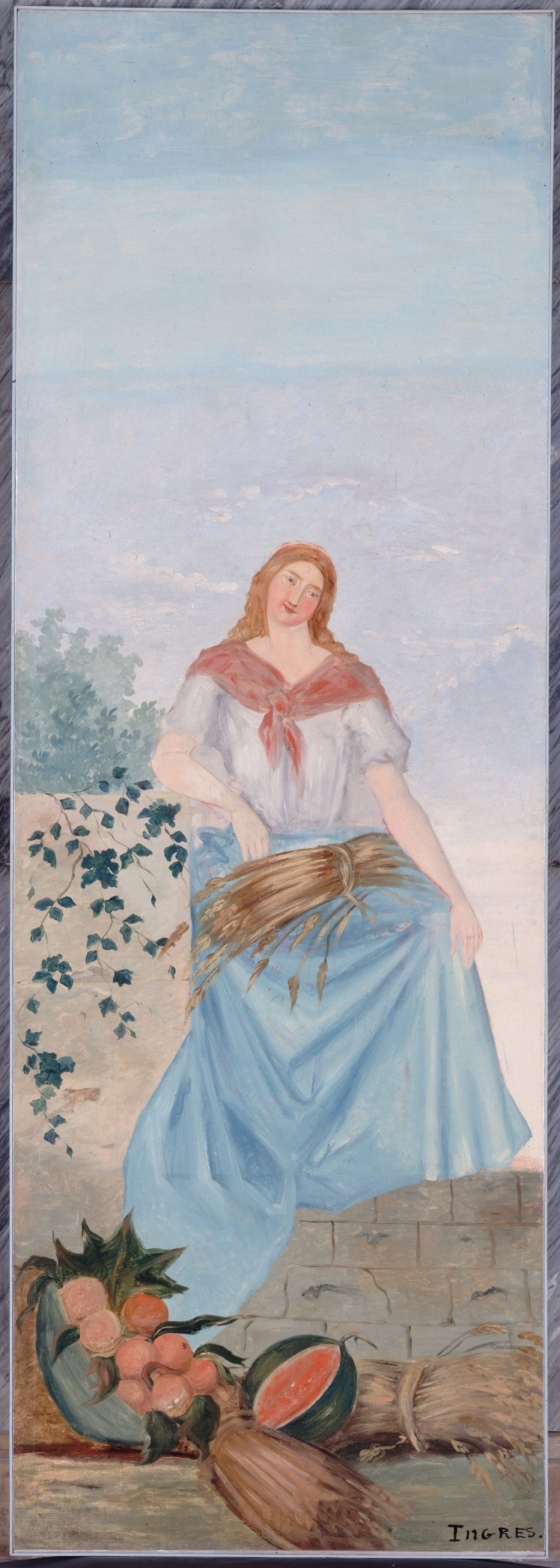
Cézanne: Sommer

Der 21-jährige Paul Cézanne erhält von seinem Vater die Erlaubnis, die Wände des Salons des von diesem im Vorjahr gekauften Anwesen Jas de Bouffan auszumalen. Im Lauf des Jahres entstehen die großformatigen Wandgemälde der vier Jahreszeiten: Frühling, Sommer, Herbst und Winter, die Cézanne ironisch mit ‹Ingres› signiert, dessen Werke er nicht schätzt. Vermutlich malt er zuerst die Bilder Sommer und Winter, in denen sich noch eine gewisse Unbeholfenheit im Umgang mit der Maltechnik zeigt. Frühling und Herbst erscheinen besser durchgearbeitet. Gemeinsam ist der Jahreszeitenfolge eine romantisierende Ausstrahlung, wie sie später in Cézannes Werken nicht mehr anzutreffen ist.
Statt wie von seinen Eltern gewünscht in der École des Beaux-Arts zu studieren, tritt der 19-jährige Claude Monet in die freie Malschule Académie Suisse ein, in der er sich vor allem mit Figurenstudien beschäftigt. Monet besucht in dieser Zeit Ausstellungen der Maler der Schule von Barbizon, einer 1830 gegründeten Künstlerkolonie, die die Malerei im Stil des Realismus propagiert. Außerdem hält er sich oft in der Brasserie des Martyrs auf, die ein Treffpunkt vieler moderner Künstler und Autoren ist. Sein Vater entzieht ihm in der Folge die finanzielle Unterstützung.

#### England
Der 1858 von Mitgliedern der früheren Präraffaelitischen Bruderschaft gegründete Hogarth Club in London hat im Mai seine erste gemeinsame Ausstellung in den neuen Räumlichkeiten in 6 Waterloo Place. Doch noch im gleichen Jahr kommt es – wegen stilistischer Fragen, aber vor allem über die Art und Weise, wie der Club geführt werden soll – zu Streitigkeiten unter den Mitgliedern, die schon im folgenden Jahr zur Auflösung des Clubs führen werden.

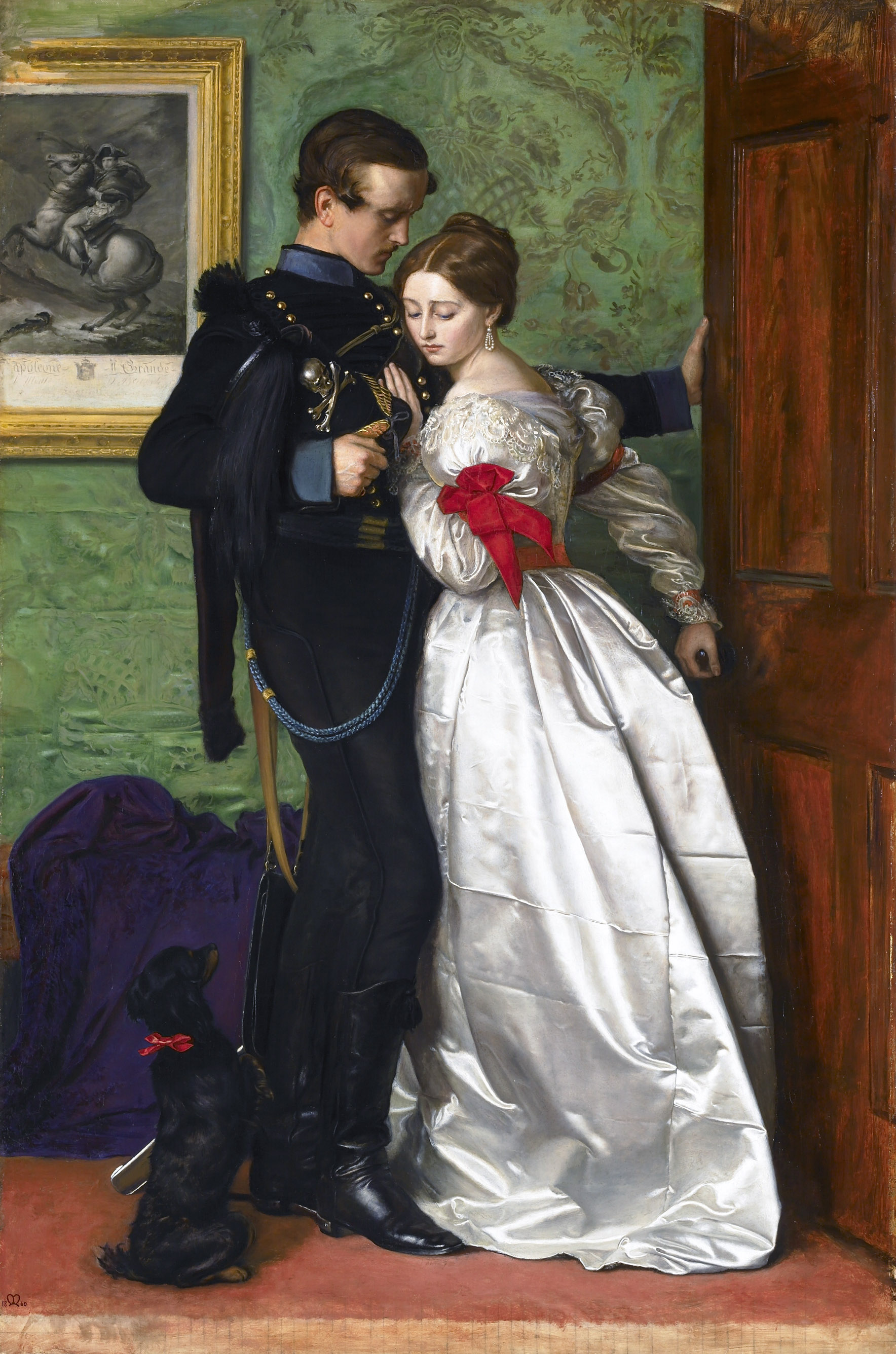
Millais: Der schwarze Braunschweiger

Bei einer Ausstellung der Londoner Royal Academy of Arts erregt das Gemälde The Black Brunswickers des englischen Präraffaeliten John Everett Millais großes Aufsehen. Mit 1000 Guineen erhält Millais für sein im Chiaroscuro-Stil gemaltes Ölgemälde den bis zu diesem Zeitpunkt höchsten Preis für eines seiner Gemälde.
Der amerikanische Maler James McNeill Whistler lernt in einem Atelier am Londoner Rathbone Place die Irin Joanna Hiffernan kennen, die in den nächsten Jahren sein bevorzugtes Modell und seine Geliebte werden wird.
William Holman Hunt, einer der Mitbegründer der Präraffaeliten malt Die Auffindung Jesu im Tempel. Er sichert damit seine Finanzen und seinen Ruf als Künstler.

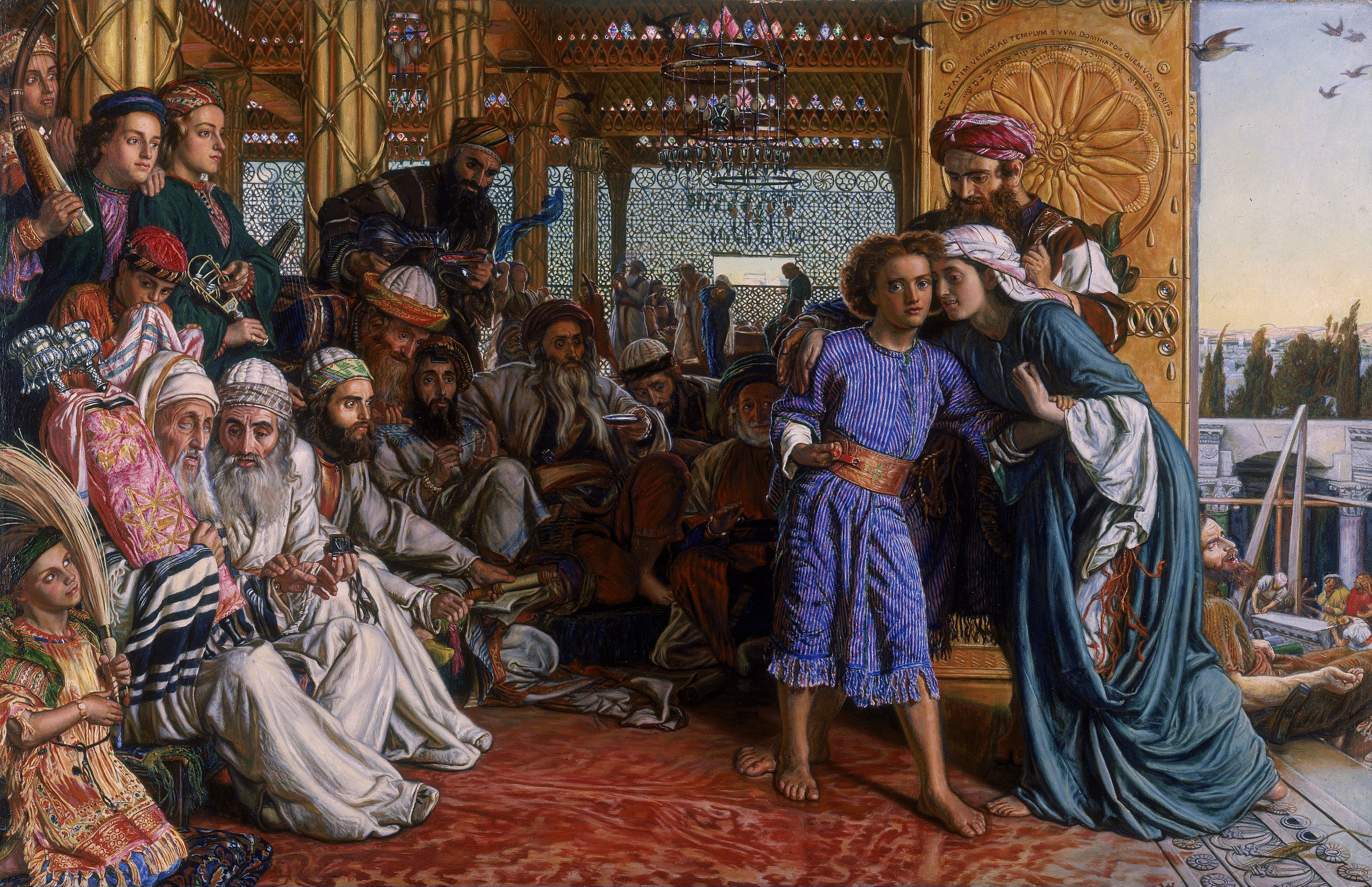
Die Auffindung Jesu im Tempel

#### Deutschland
Anselm Feuerbach, seit 1857 Mitglied des Deutschen Künstlervereins in Rom, lernt Anna Risi kennen, genannt Nanna. Die Frau eines römischen Schusters wird sein Modell und seine Geliebte. Damit beginnt die Serie von Feuerbachs berühmten Nanna-Bildnissen.

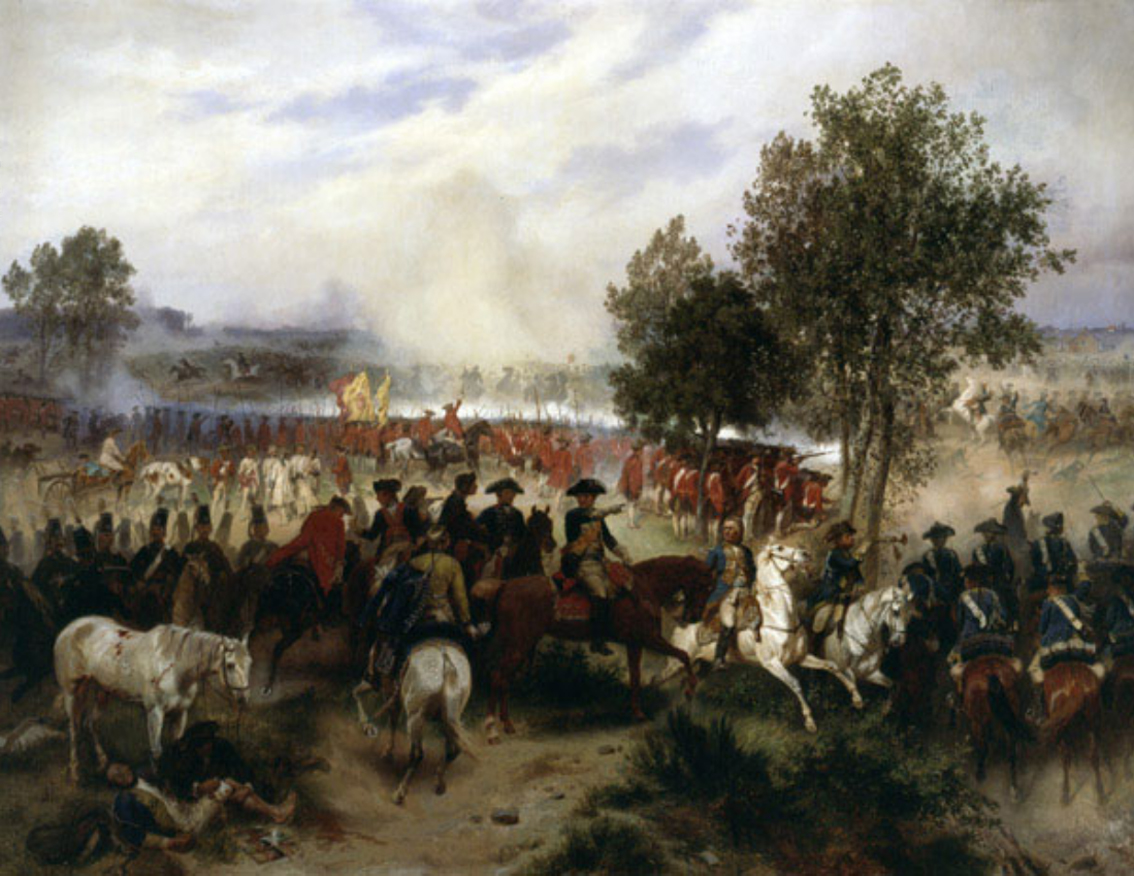
Schlacht bei Krefeld

Mit dem Ölgemälde Schlacht bei Krefeld über die Schlacht des Jahres 1758 beendet Emil Hünten, Angehöriger der Düsseldorfer Malerschule und Mitglied des Künstlervereins Malkasten seine Darstellung historischer friderizianischer Szenen und wendet sich ab nun zeitgenössischen Motiven zu.

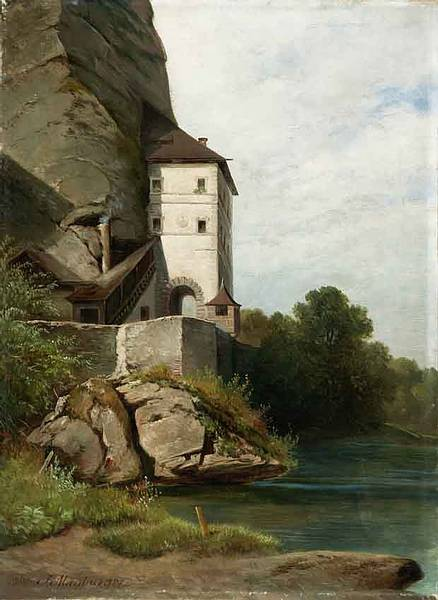
Das Klausentor von der Stadtseite

Der Salzburger Maler Josef Mayburger malt das Gemälde Das Klausentor von der Stadtseite, eines der beiden Salzburger Stadttore.

#### Vereinigte Staaten

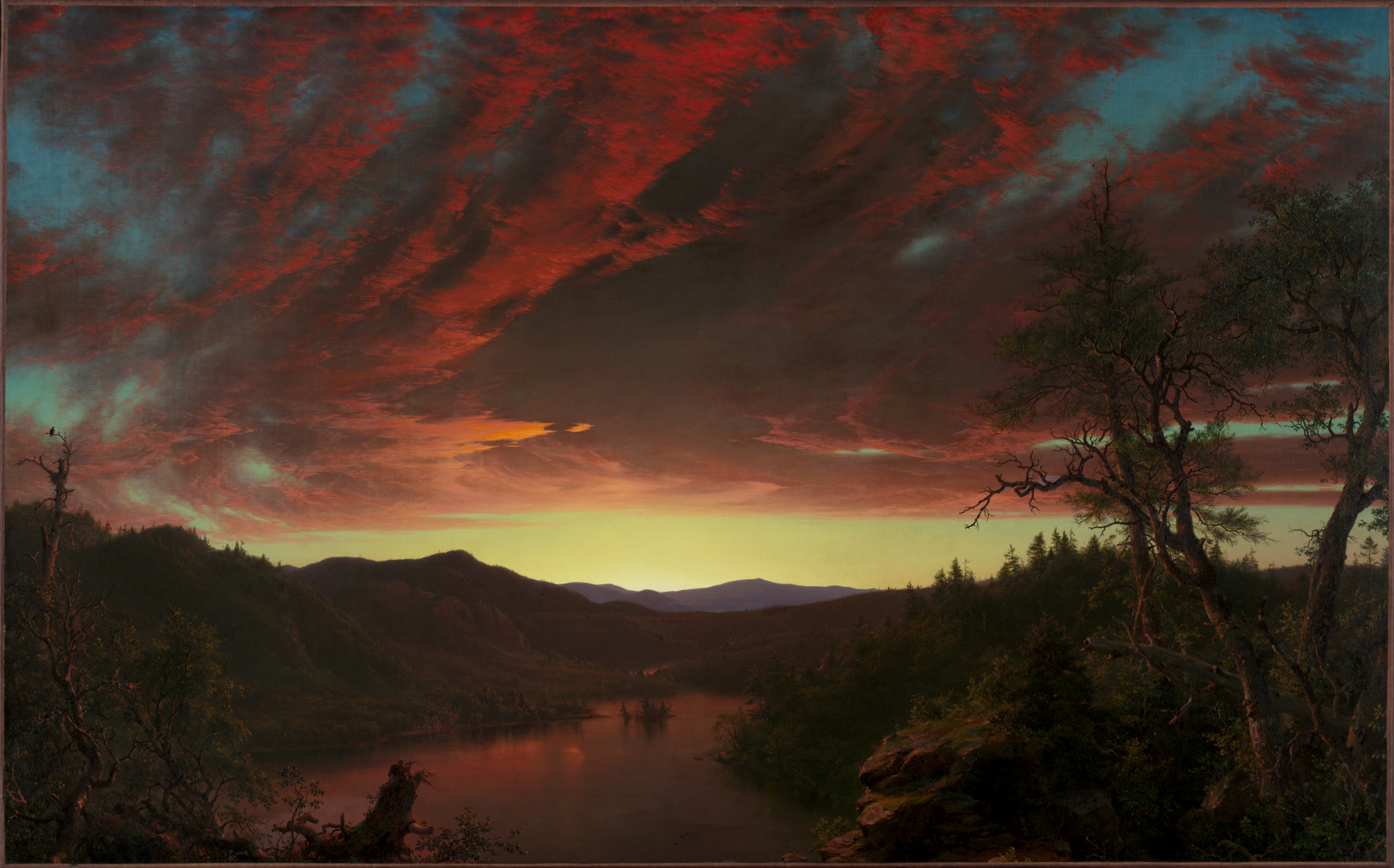
Twilight in the Wilderness

Nachdem Frederic Edwin Church, Schüler Thomas Coles und Mitglied der zweiten Generation der Hudson River School, ein Haus in dem kleinen Ort Hudson im Staat New York erworben hat, entsteht das Gemälde Twilight in the Wilderness.

#### Spitzwegs Werke um 1860
Der Münchener Maler Carl Spitzweg malt um 1860 eines seiner bekanntesten Bilder. Das Werk Der abgefangene Liebesbrief zählt zu seinen so genannten „Pointenbildern“. Auch die etwa gleichzeitig entstandenen Bilder Der ewige Hochzeiter und Institutsspaziergang gehören in diese Kategorie. Um das Jahr 1860 beginnt Spitzweg aber auch mit dem Erstellen kleiner Landschaftsbilder und Idyllen, die er oft auf den Brettchen seiner Zigarrenkisten malt, wie zum Beispiel die Landschaft am Ammersee.

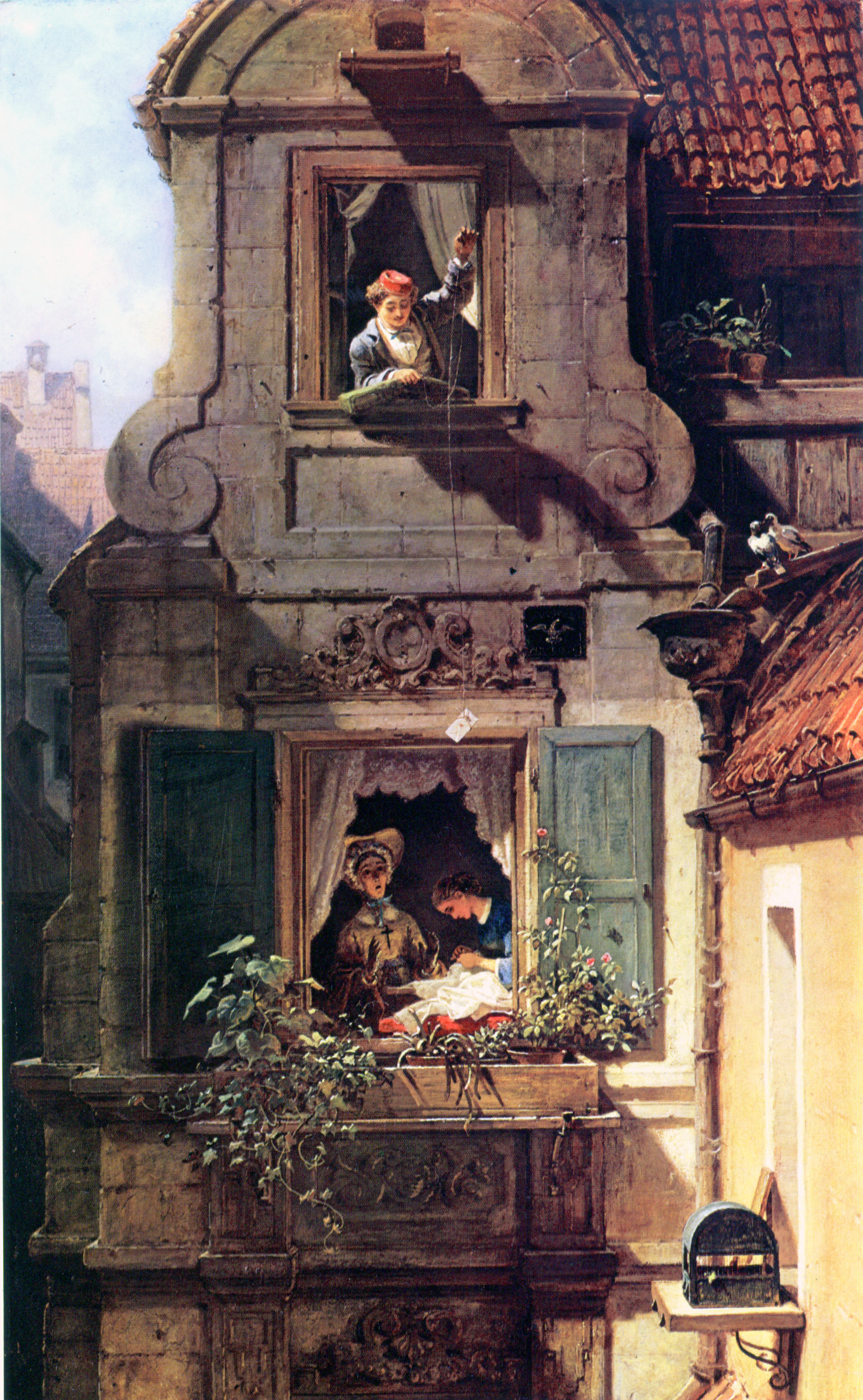
Der abgefangene Liebesbrief
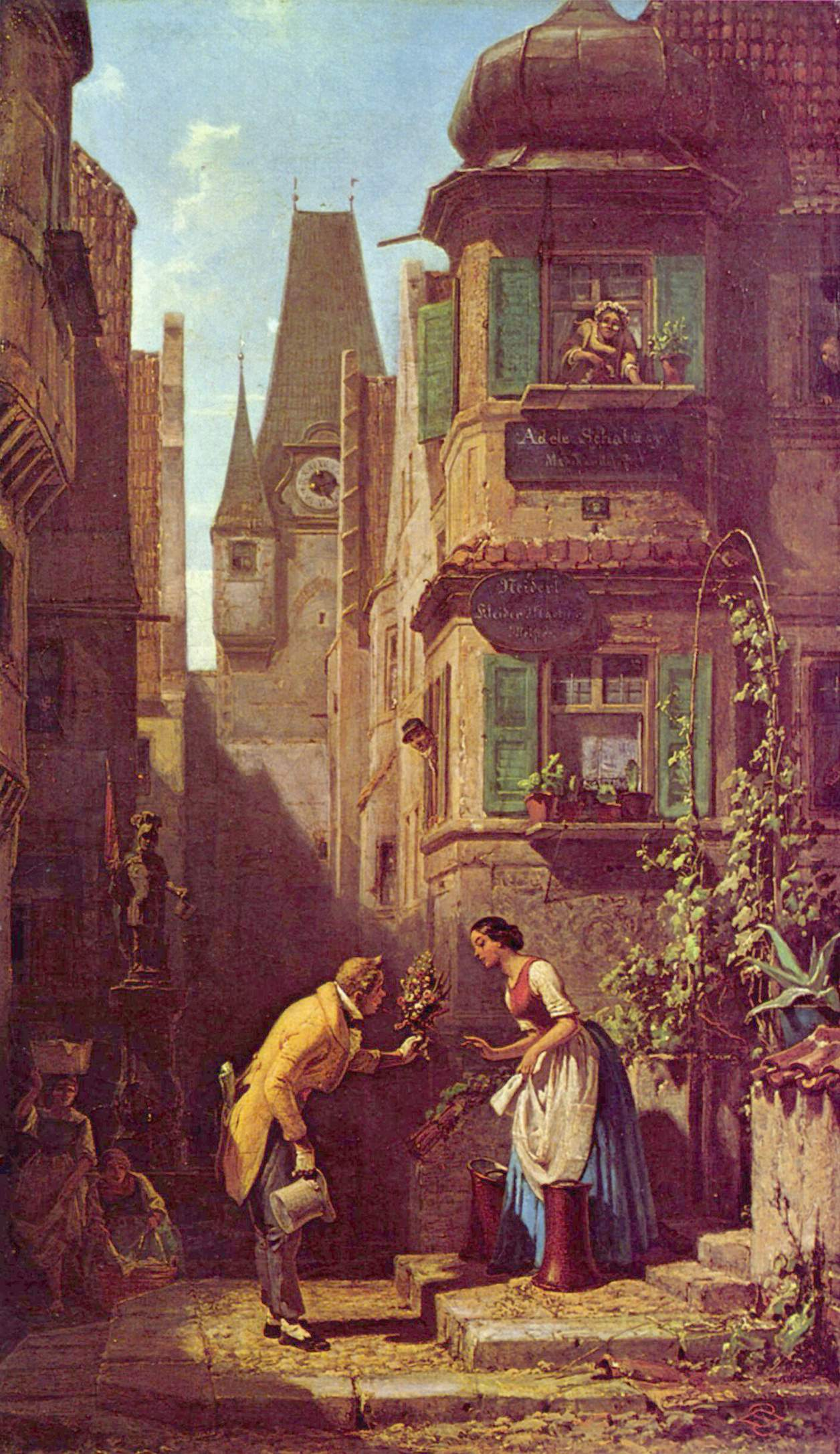
Der ewige Hochzeiter

Institutsspaziergang
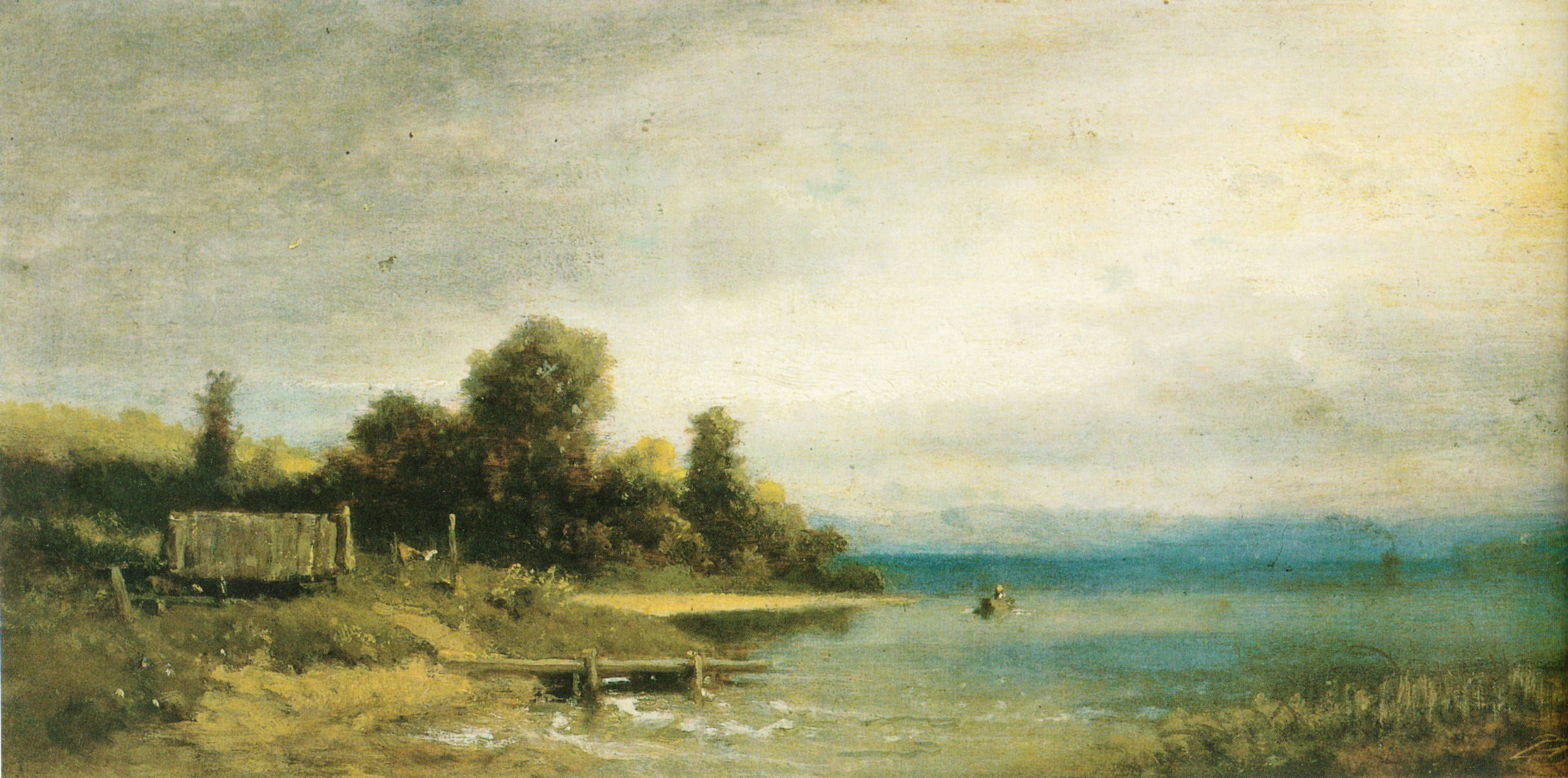
Landschaft am Ammersee

### Photographie

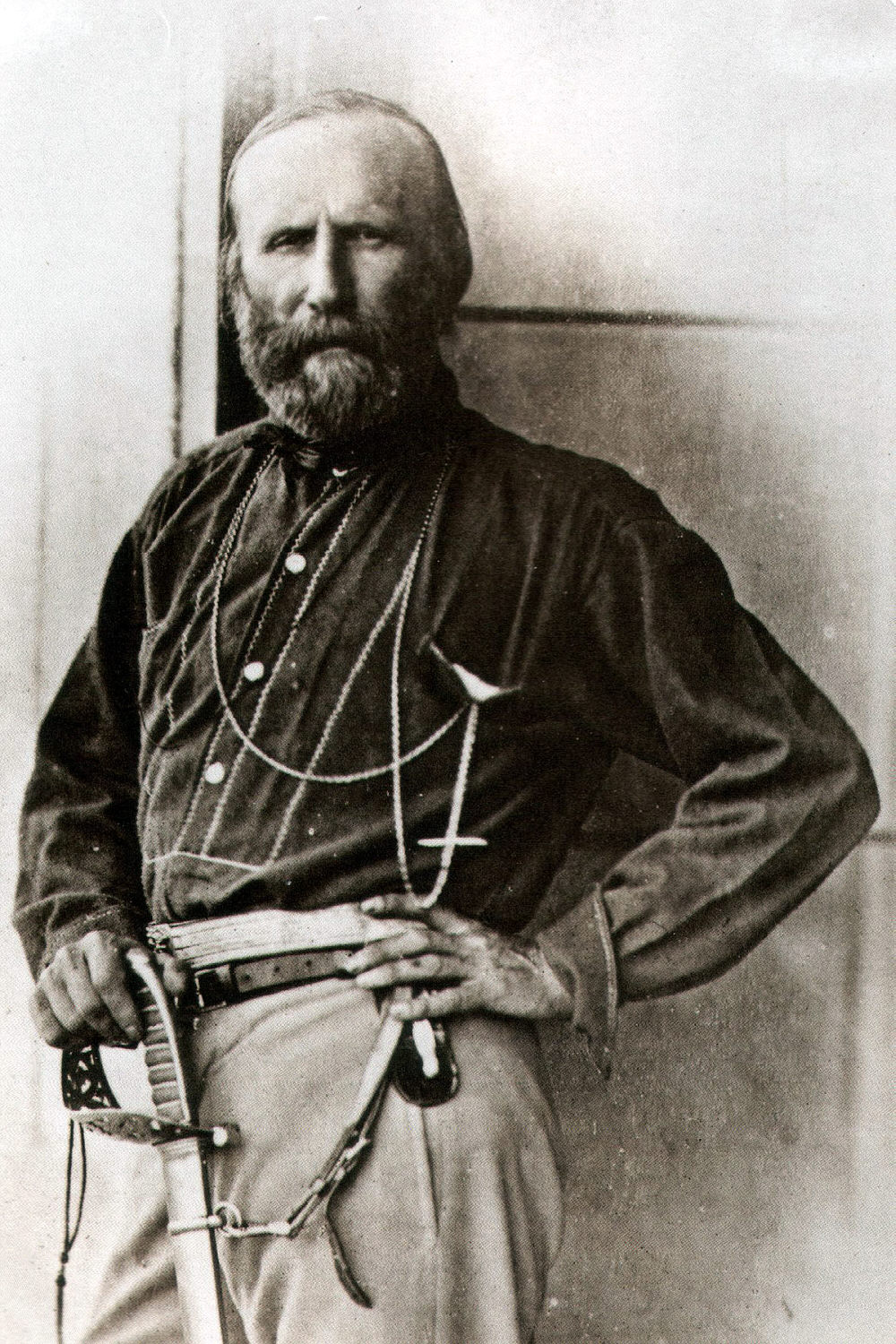
Gustave Le Grays Porträt von Giuseppe Garibaldi in Palermo

Der Franzose Gustave Le Gray dokumentiert während des Risorgimento in Italien den Zug der Tausend durch Sizilien und fertigt dabei auch mehrere Porträts von Giuseppe Garibaldi und seinen Generälen an.

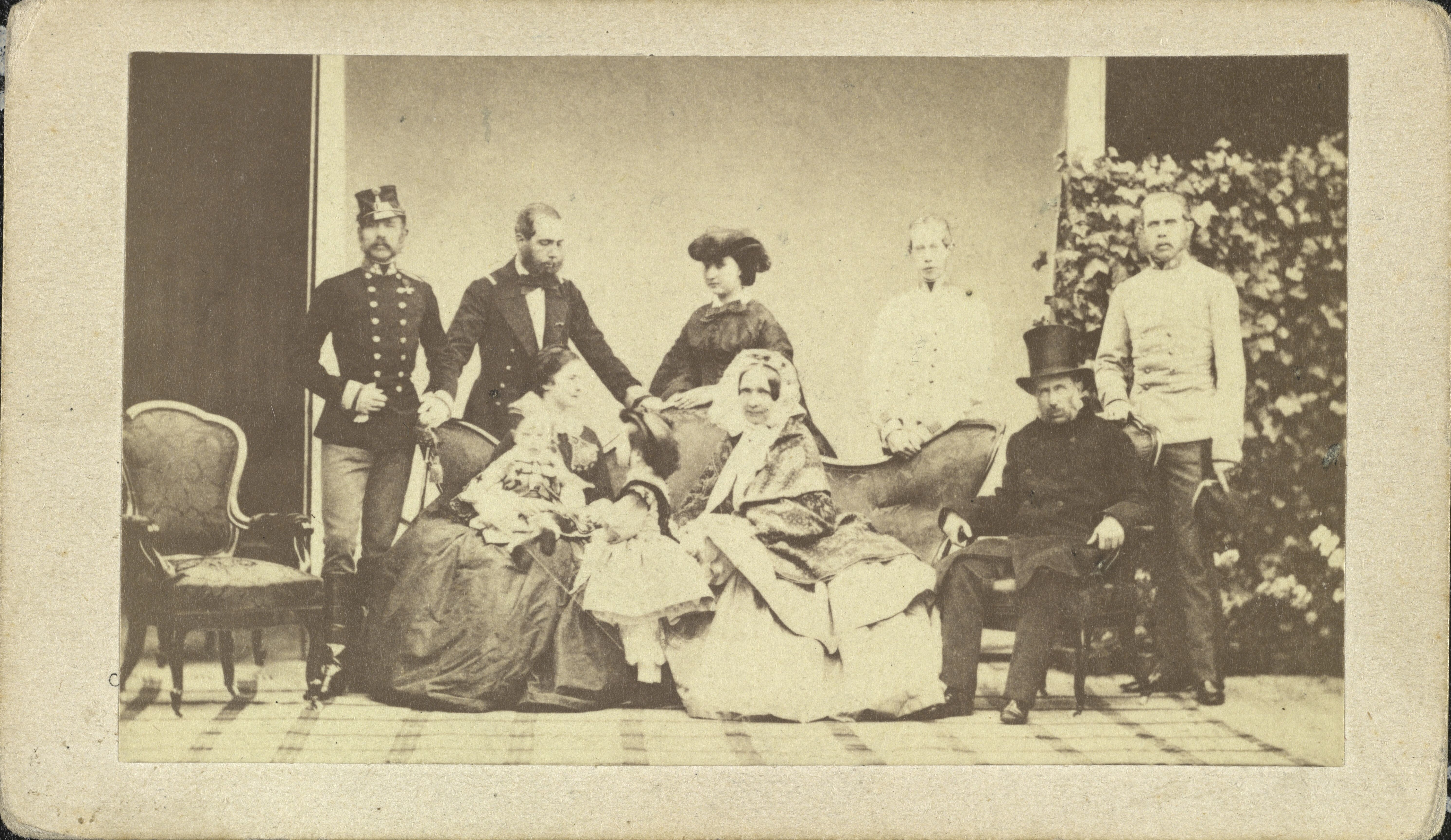
Angerer: Kaiser Franz Joseph I. und seine Familie 1861

Ludwig Angerer wird am 25. Dezember zum k.u.k. Hof-Photographen ernannt.

### Die Großherzoglich-Sächsische Kunstschule in Weimar
Während des so genannten „Silbernen Zeitalters von Weimar“ gründet Großherzog Carl Alexander von Sachsen-Weimar-Eisenach die Großherzoglich-Sächsische Kunstschule Weimar. Diese Bildungseinrichtung künstlerischer Ausrichtung geht auf die Initiative des Malers Stanislaus von Kalckreuth zurück, der dementsprechend bei der Eröffnungsfeier am 1. Oktober offiziell mit der Leitung des Instituts betraut wird. Von Beginn an können namhafte Künstler der Zeit als Lehrer für die neue Schule gewonnen werden, unter ihnen Arnold Böcklin, Arthur von Ramberg, Carl Hummel, Franz von Lenbach und Johann Wilhelm Cordes. In den folgenden Jahren wird hier die Strömung der Weimarer Malerei entwickelt.

### Museen

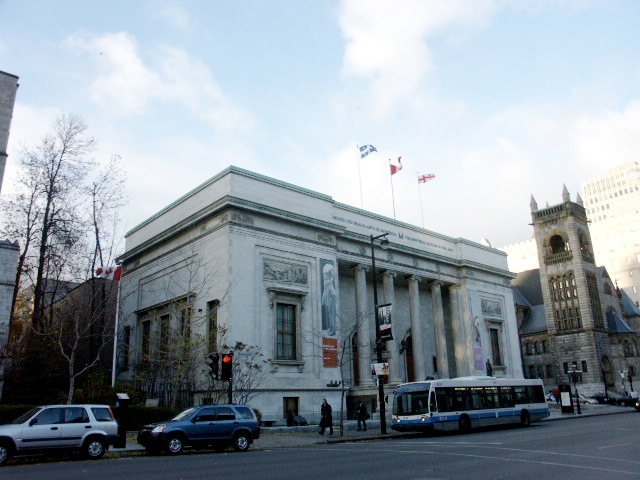
Montreal Museum of Fine Arts

Das Musée des beaux-arts de Montréal (Montreal Museum of Fine Arts) in Montreal wird gegründet. Das im Quartier du Musée an der Golden Square Mile gelegene Museum ist damit Kanadas ältestes Kunstmuseum. Das von rund 500.000 Menschen jährlich besuchte Museum ist gleichzeitig auch das größte Museum des Landes.

## Geboren
- 12. Februar: Josef Altheimer, deutscher Maler und Zeichner († 1913)
- 18. Februar: Anders Zorn, schwedischer Maler, Grafiker und Bildhauer († 1920)
- 24. Februar: Emil Rumpf, deutscher Maler und Illustrator († 1948)
- 06. April: René Lalique, französischer Unternehmer, Firmengründer, Schmuck- und Glaskünstler († 1945)
- 09. April: Philipp Franck, deutscher Maler († 1944)
- 13. April: James Ensor, belgischer Maler und Zeichner († 1949)
- 24. April: Gerhard Janensch, deutscher Bildhauer und Medailleur († 1933)
- 24. Mai: Walter Kern, deutscher Architekt und Regierungsbaumeister († 1918)
- 31. Mai: Walter Sickert, englischer Maler († 1942)
- 07. Juni: Hanns Fechner, deutscher Maler und Schriftsteller († 1931)
- 14. Juni: Walter Martens, deutscher Architekt († 1937)
- 24. Juli: Alfons Mucha, tschechischer Plakatkünstler, Grafiker, Illustrator, Maler, Fotograf und Kunstgewerbler († 1939)
- 30. August: Isaak Lewitan, russischer Maler des Realismus († 1900)
- 31. August: Karl Emil Scherz, deutscher Architekt und Ortschronist († 1945)
- 07. September: Grandma Moses, US-amerikanische Malerin († 1961)
- 10. September: Marianne von Werefkin, russisch-schweizerische Malerin († 1938)
- 02. Oktober: Hans Arnold, deutscher Bildhauer († 1913)
- 04. Oktober: Sidney Paget, britischer Illustrator († 1908)
- 01. November: Ernst Stöhr, österreichischer Maler, Dichter und Musiker († 1917)
- 10. Dezember: Wilhelm Sander, deutscher Architekt († 1930)
- 22. Dezember: Richard Hanitsch, deutscher Museumskurator († 1940)

- 1860/61: Elizabeth Alice Hawkins-Whitshed, irische Bergsteigerin, Photographin und Schriftstellerin († 1934)

## Gestorben
- 08. Januar: Gustav von Franck, österreichischer Schriftsteller, Herausgeber und Maler (* 1807)
- 18. Februar: Karl Josef Ignatz Mosler, deutscher Maler und Kunsthistoriker (* 1788)
- 05. März: Alfred Dedreux, französischer Maler (* 1810)
- 06. März: Pelagio Palagi, italienischer Maler, Bildhauer und Möbelgestalter (* 1775)
- 28. März: Karl Theodor von Buseck, deutscher Aquarellmaler und Lithograph (* 1803)
- 30. März: Eduard Schaubert, preußischer Architekt (* 1804)
- 20. April: Ferdinand Nebel, deutscher Architekt (* 1782)
- 23. April: Konstanty Adam Czartoryski, polnischer Offizier und Kunstsammler (* 1774)
- 12. Mai: Charles Barry, englischer Architekt und Baumeister (* 1795)
- 07. Juli: Achilles Huber, Schweizer Architekt (* 1776)
- 08. Juli: Ludwig Theodor Zöllner, deutscher Zeichner und Lithograph (* 1796)
- 22. August: Alexandre-Gabriel Decamps, französischer Maler (* 1803)
- 11. September: Johannes Riepenhausen, deutscher Maler und Kupferstecher (* 1787)
- 18. September: Joseph Locke, englischer Bauingenieur (* 1805)
- 19. September: Robert Eberle, deutscher Maler (* 1815)
- 22. September: Hermann Stilke, deutscher Maler (* 1803)
- 23. September: Hans Peter Feddersen der Ältere, deutscher Bauer und Porträtmaler (* 1788)
- 24. September: Werner Holmberg, finnischer Maler (* 1830)
- 03. Oktober: Alfred Edward Chalon, britischer Maler (* 1780)
- 03. Oktober: Rembrandt Peale, US-amerikanischer Maler (* 1778)
- 31. Oktober: Joseph Kornhäusel, österreichischer Architekt (* 1782)
- 19. November: Károly Markó der Ältere, ungarischer Maler (* 1791)
- 01. Dezember: Friedrich Maximilian Hessemer, deutscher Architekt und Schriftsteller (* 1800)
- 27. Dezember: Gaston Lenthe, deutscher Maler (* 1805)
- 30. Dezember: Nicolaas Pieneman, niederländischer Maler (* 1809)